# 越南—古巴關係
越古關係是指越南和古巴之間的雙邊關係。越古兩國於1960年12月2日建交，兩國關係建基於相近的意识形态，以及自1990年代起的貿易投資等經濟上的聯繫。關係友好緊密，越南支持古巴人民反對他國干涉、維護國家主權的鬥爭。目前兩國維持着「特殊伙伴關係」。兩國均為不結盟運動及東亞－拉丁美洲合作論壇成員國。

## 政治交流

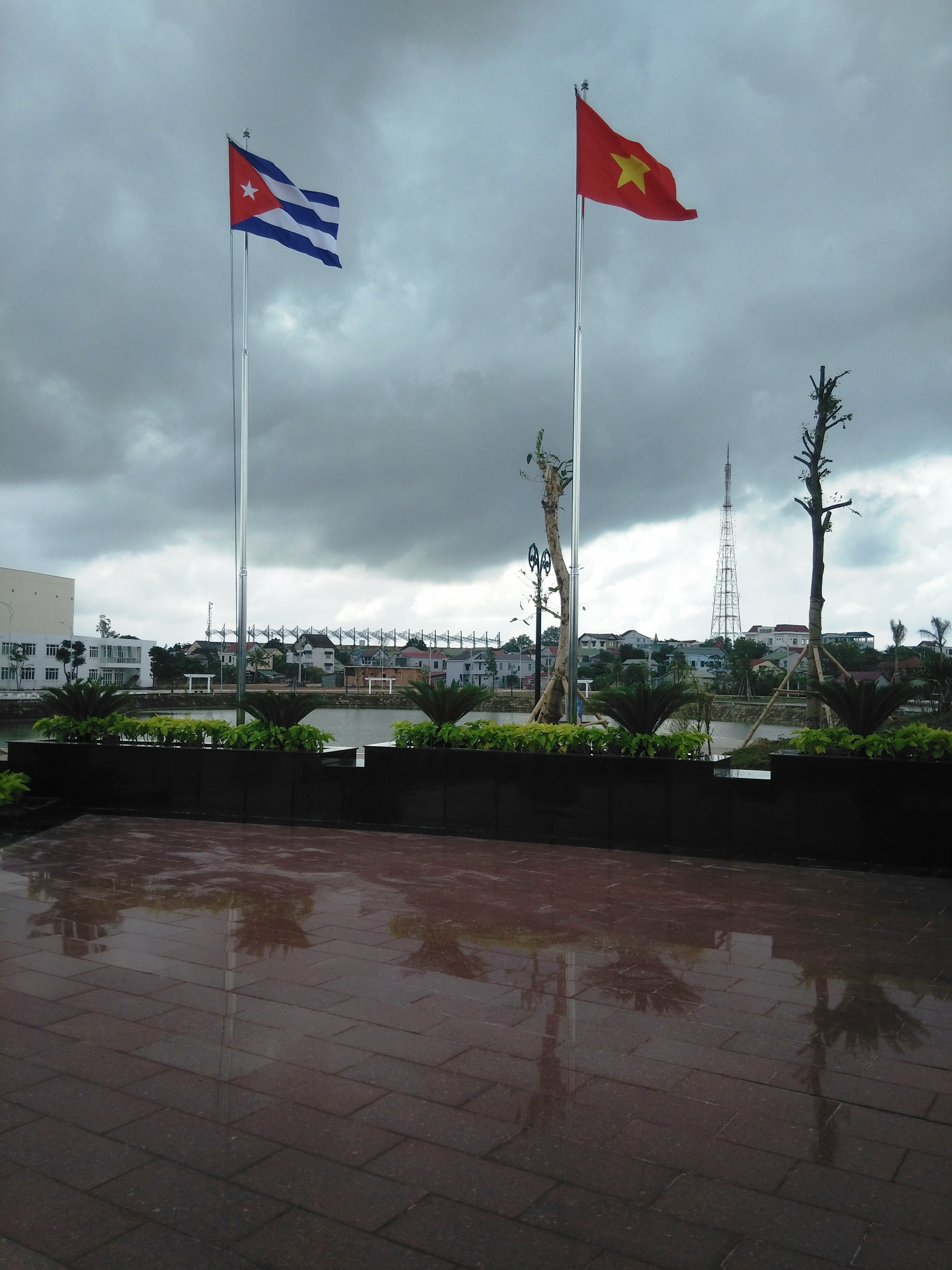
卡斯楚公園內的越南國旗和古巴國旗。

越南民主共和國建立之初，處於反共陣營的古巴並未給予外交承認，而是于1955年11月3日给予越南共和國外交承认，但在1959年古巴革命後，菲德尔·卡斯特罗宣布古巴承認胡志明领导的北越政權，不再承认越南共和国。在越南總理范文同與古巴外交部長會晤後，越古兩國也於1960年12月2日與之建交，古巴也由此成为北越在西半球的第一個邦交国。越南戰爭期間，作為蘇聯盟友的古巴向越南民主共和國派出了建築工人、醫療援助團隊，同時，古巴亦支持越南南方民族解放陣線反抗南越政權，並於1969年6月11日承認越南南方共和國直至1976年7月越南正式統一為止。卡斯特罗則表示「为了越南，古巴愿献出自己的鲜血」。1973年，《巴黎和平协约》簽訂後，卡斯楚訪問了已被北越奪取的廣治省。越南統一後，古巴亦於1977年9月20日支持新建立的越南社會主義共和國加入聯合國。
1979年，越南與中國在邊界發生戰爭，古巴政府表示譴責中國、支持越南，並要求中國從越南撤軍停戰。柬越战争期間，越南受到制裁並被禁運，而古巴則是為數不多的向越南提供藥品和食品援助的國家之一。
在實行革新開放政策之後，越南與古巴的經濟貿易關係加深，越南亦積極呼籲美國解除對古巴的制裁，並繼續為古巴提供糧食、機械設備等物資援助。從2010年至2020年，古巴開放並學習借鑒了越南的市場經濟模式。
2021年，古巴爆发了反政府示威，越南外交部发言人黎氏秋姮表示：“古巴局势已很快恢复稳定。越南一直关注并相信古巴将早日克服由新冠疫情和制裁封锁造成的困难，成功实现古巴社会主义经济和社会模式的更新，发扬在教育、卫生和科学技术等领域所取得的巨大成就。”越南友好组织联合会和越古友好协会也向古巴政府表示支持：“我们坚决反对煽动骚乱、报道虚假新闻、教唆、歪曲事实，企图破坏古巴政治稳定的图谋和行动。”并且批评美国对古巴的敌对政策，呼吁美国“立即解除对古巴的经济、商业和金融封锁，早日与古巴实现关系正常化，尊重古巴人民的权利及其所选择的发展道路和社会主义制度”。

## 經濟貿易關係
越南和古巴正在根據各自國家的優勢在一些領域進行雙邊經濟合作。特別是在農業、油氣開採、電信、教育和衛生領域。越南石油公司亦在古巴海域擁有油氣勘探和開發項目，越南-古巴雙向貿易總額在2010年達到2.5億美元。越南是古巴在亞太地區第二大貿易夥伴，僅次於中國大陸。
古巴经济政策委员会主席馬里諾·穆里略在2012年10月訪問越南時表示希望越南支持古巴進一步的農業發展，重點是種植糧食作物和經濟作物。
古巴除了希望從越南吸引投資商外，還參考了越南在吸引外國投資過程中的經驗。在2018年4月訪問古巴期間，越共中央總書記阮富仲代表越南宣布了對古巴的債務減免。2018年，兩國貿易額超過5億美元。越南主要向古巴输出大米、紡織品、鞋類、計算機、電子產品、木材和咖啡，越南亦是古巴主要的大米供應國之一。古巴马里埃尔发展特区成立后，一些越南企业也开始进驻特区并投资当地。

## 人文交流

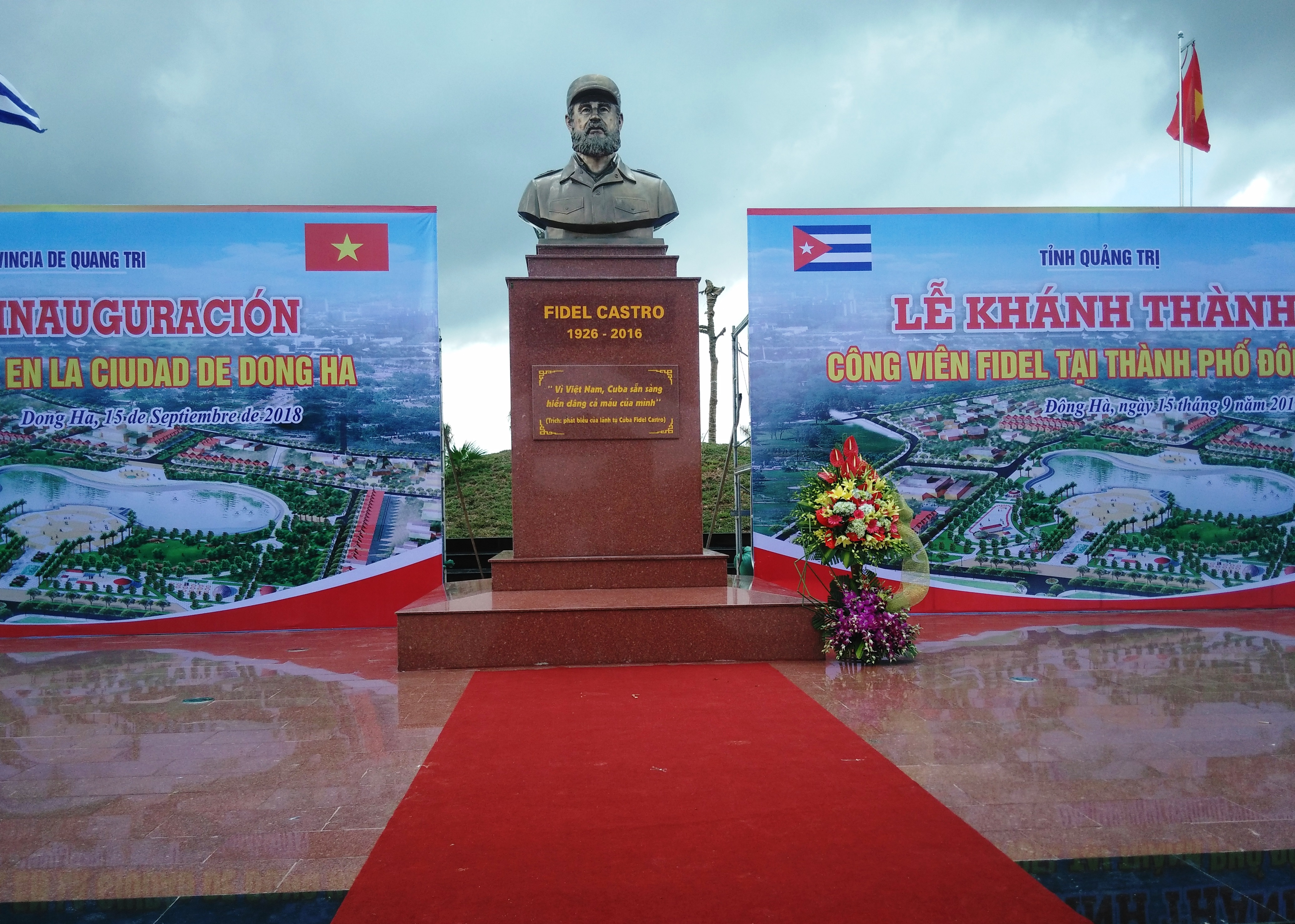
越南廣治省東河市的卡斯楚公園。

19世纪的古巴诗人何塞·马蒂就曾在他的诗歌中提及了越南，当时，他以越南的境域比喻古巴，并藉此表达了对抵抗外国侵略的越南人民的同情，以及反对列强瓜分古巴的立场:173-175。
從1960年至今，互为馬克思列寧主義為執政思想的共產主義國家的越南与古巴在意识形态领域关系紧密。两国也时常在共产主义理论学术研究上相互交流、取长补短。古巴國內有以胡志明命名的學校和胡志明紀念碑。而斐代爾·卡斯楚訪問的越南廣治省亦於2018年建立了以卡斯楚命名的紀念公園。
20世纪60年代，邦交初立之时，越南政府就派遣留学生前往古巴学习西班牙语，其后，越南通讯社又在该国建立分社。曾在古巴任职的越通社记者武文欧（Vũ Văn Âu）也主编了首本《越南语—西班牙语词典》（Từ điển Việt – Tây Ban Nha），为促进越南、古巴两国文化的交流作出了贡献。武文欧也因此获得古巴记者联盟褒奖。